# Glenfinnanský viadukt
Glenfinnanský viadukt (anglicky Glenfinnan Viaduct) je betonový viadukt na území historického hrabství Inverness-shire v západním Skotsku, na železniční trati West Highland Line, v blízkosti stejnojmenné vesničky Glenfinnan a jezera Loch Shiel.
Most má celkem 21 oblouků, každý o šířce 15 m. Je nejdelším betonovým železničním mostem na území Skotska s celkovou délkou 380 m; říčku Finnan překonává ve výšce 30 m. Most je široký 5,5 m, vede po něm jediná kolej trati West Highland Line. Poloměr oblouku, který viadukt sleduje, činí 241 m.

## Historie
Most vznikl v rámci prodloužení trati West Highland Line z města Fort William do přístavu Mallaig na západním pobřeží Skotska. Kvůli obtížnostem se získáváním vhodného kamene v místě trati bylo rozhodnuto o výstavbě betonového viaduktu. Stavební práce na něm byly dokončeny již v říjnu 1898. Most sloužil pro dopravu stavebního materiálu na vzdálenější části trati, kde stavební práce ještě probíhaly. Byl vybudován za cenu 18 904 liber.
Most se stal jedním ze symbolů této části Skotska a posloužil i jako kulisa pro natáčení řady filmů. Objevil se také ve čtyřech filmech série Harry Potter. Díky tomu se stal most turistickou atrakcí s vysokou návštěvností. Od roku 2007 je vyobrazen na některých skotských bankovkách v hodnotě 10 liber.

## Doprava
Kromě pravidelné železniční dopravy společnosti ScotRail využívá tuto trať i turistický parní vlak The Jacobite (Jakobita). 